# Campionato sudamericano femminile di pallacanestro 1952
Il 4º Campionato dell'America Meridionale Femminile di Pallacanestro (noto anche come FIBA South American Championship for Women 1952) si è svolto dal 14 al 28 aprile 1952 ad Asunción, in Paraguay. Il torneo è stato vinto dalla nazionale paraguaiana.

## Squadre partecipanti
- Argentina
- Bolivia
- Brasile
- Cile
- Paraguay
- Perù

## Classifica finale
| Pos | Squadra   | V-P |
| --- | --------- | --- |
|     | Paraguay  | 5-0 |
|     | Brasile   | 3-2 |
|     | Cile      | 3-2 |
| 4   | Argentina | 2-3 |
| 5   | Perù      | 2-3 |
| 6   | Bolivia   | 0-5 |